# HKT綜藝48
HKT綜藝48（日語：HKTバラエティー48）是一個由日本福岡縣的地方電視台九州朝日放送（KBC）所製作播放的綜藝節目，也是以福岡市為活動據點的女子偶像團體HKT48的第一個冠名電視節目。自2012年6月24日至2019年9月30日，在每個月的最後一個星期日深夜1時20分、以福岡縣為主要範圍播放，每集片長約半小時。擔任此節目主持人的是在福岡當地知名度頗高的地方型藝人Konbat滿與小雪。除了製作播放的九州朝日放送外，藝人經紀公司吉本興業也參與了節目的製作協力。
此節目的主旨與節目名稱相同，主要是讓HKT48的成員挑戰各種不同的綜藝企畫，因此節目的變化很大並沒有特定的流程，但仍然有些比較常出現的單元會不固定的出現在各集節目中。有時特定的集別會有一個核心的主題單元，但也有整集節目都是以不同的小單元串成的情況。
在HKT48的第二期生於2012年10月28日播出的第五集節目中亮相之後，以一期生組成的Team H成員就逐漸淡出，成為以研究生為主角的節目。但部分以中西智代梨為主、在團體間主打綜藝擔當的一期成員，仍然常在節目中登場，甚至擁有自己主持的小單元。